# AWAS
AWAS Aviation Capital Limited (ehem. Ansett Worldwide Aviation Services) ist eine Flugzeugleasing- und -verkaufsunternehmen mit Sitz in Dublin, Irland. Sie besitzt weitere Geschäftsstellen in New York City, Miami und Wisma Atria, Singapur.

## Geschichte
AWAS wurde 1985 als Ansett Worldwide Aviation Services gegründet und verleaste 1986 ihre erste Maschine an America West. In den Jahren darauf folgten erste Großbestellungen bei Airbus, Boeing und McDonnell Douglas.
Im April 2000 erwarb die US Investmentbank Morgan Stanley Dean Witter (MSDW) Ansett Worldwide. Der Wert der Flotte von 105 Flugzeugen lag zu diesem Zeitpunkt bei ca. drei Milliarden US-Dollar. 2004 änderte Ansett Worldwide ihren Namen offiziell in AWAS; der Wert der Flotte betrug, nach einer Vergrößerung um 60 Flugzeuge durch MSDW, circa fünf Milliarden US-Dollar.
Im März 2006 wurde AWAS von Terra Firma Capital Partners gekauft, und der Hauptsitz wechselte nach Dublin, Irland.
Im Juni 2007 fusionierten AWAS und Pegasus Aviation Finance Company aus San Francisco; so entstand der drittgrößte Flugzeughändler der Welt. 2008 orderte AWAS 100 neue Airbus im Listenwert von 6,9 Milliarden US-Dollar. 2010 feierte das Unternehmen seinen 25. Geburtstag; in diesem Jahr wurde Ray Sisson Präsident und CEO.
Im August 2017 wurde AWAS von Dubai Aerospace Enterprise (DAE) erworben. Zu diesem Zeitpunkt umfasste die Flotte circa 400 Flugzeuge.

## Flotte
| Hersteller | Passagier- Schmalrumpfflugzeuge             | Passagier- Großraumflugzeuge         | Frachter                            |
| ---------- | ------------------------------------------- | ------------------------------------ | ----------------------------------- |
| Boeing:    | 737-300,-400,-500,-700,-800, 757-200, MD-80 | 767-200ER,-300ER, 777-200ER, 747-400 | 737-300, 747-400F, 757-200F, MD-11F |
| Airbus:    | A319-100, A321                              | A330-200,-300, A340-300              | keine                               |